# سیکلید شکم‌قرمز
سیکلید شکم قرمز (نام علمی: Heros liberifer) نام یک گونه از تیره سیکلید است.